# منحنى وظيفة القلب

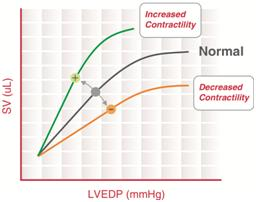

منحنى وظيفة القلب (بالإنجليزية: cardiac function curve)‏ هو رسم بياني يبين العلاقة بين ألضغط الأذيني الأيمن (محور س) وخرج القلب (المحور الصادي). عادة ما يتم استخدام تراكب هذا المنحنى و منحنى العائد الوريدي في أحد نماذج الديناميكية. الدموية

## شكل المنحنى
يظهر الشكل علاقة حادة عند ضغوط الملىء المنخفضة نسبيًا ووجود هضبة، حيث لا يكون التمدد الإضافي ممكنًا وبالتالي فإن الزيادات في الضغط لها تأثير ضئيل على الناتج. تقع الضغوط حيث توجد علاقة حادة ضمن النطاق الطبيعي لضغط الأذين الأيمن (RAP) الموجود في الإنسان السليم أثناء الحياة. يتراوح هذا النطاق بين -1 إلى +2 ملم زئبقي. غالبا ما تحدث الضغوط الأعلى فقط في المرض، في حالات مثل قصور القلب، حيث لا يتمكن القلب من ضخ كل الدم العائد إليه إلى الأمام وبالتالي يتراكم الضغط في الأذين الأيمن والأوردة الكبيرة. عادة ما تكون أوردة الرقبة المتورمة مؤشرًا على هذا النوع من قصور القلب.
عند ضغوط الأذين الأيمن المنخفضة، يعمل هذا الرسم كتوضيح بياني لآلية فرانك ستارلينج، أي أنه مع عودة المزيد من الدم إلى القلب، يتم ضخ المزيد من الدم منه دون إشارات خارجية.

## تغيرات في منحنى وظائف القلب
في الجسم الحي ومع ذلك، فإن العوامل الخارجية مثل زيادة نشاط الأعصاب الودية، وانخفاض نغمة العصب المبهم تتسبب في نبض القلب بشكل أكثر تواترا وقوة. مما يتسبب في تغيير منحنى وظيفة القلب ويحوله إلى الأعلى. وهذا يسمح للقلب بالتعامل مع الناتج القلبي المطلوب عند ضغط أذيني أيمن منخفض نسبيًا. نحصل على ما يُعرف باسم عائلة من منحنيات وظيفة القلب عندما يزداد معدل ضربات القلب قبل الوصول إلى الهضبة، ودون الحاجة إلى ارتفاع RAP بشكل كبير لتمديد القلب أكثر والحصول على تأثير ستارلينج.
ربما يمكن وصف الودي داخل عضلة القلب بشكل أفضل من خلال الوصف التقليدي لشجرة العقدة الجيبية الأذينية المتفرعة إلى ألياف بوركينجي. ربما يمكن كذلك وصف الجهاز العصبي اللاودي داخل عضلة القلب بشكل أفضل من خلال تأثير العصب المبهم والعقد الإضافية الشوكية

## لتنظيم الناتج القلبي( )CO و حجم الضربةSV
```
"منحنيات الزرزورStarling Curves" أو "علاقة الزرزورThe Starling Relation" أو ببساطة "منحنيات وظائف القلب"تعد وجهة نظر منطقية ومفيدة  لتنظيم الناتج القلبي والتي صمدت أمام اختبار الزمن. وعلى الرغم من أن هذه المنحنيات قد تتخذ أشكالًا مختلفة، فإن العلاقة المفيدة والمباشرة هي رسم مقياس ملء القلب مقابل مقياس القذف. على سبيل المثال، تربط المخططات مجموعة متنوعة من مقاييس ملء البطين مثل ضغط الأذين الأيمن (RAP) أو EDP بمجموعة متنوعة من مقاييس القذف التي يشار إليها في بعض الحالات باسم "الأداء البطيني" . يوضح الشكل العلاقة بين منحنيات  الضغط الموضحة  وتوليد علاقة بين EDV و SV. فالضربات الثلاث الموضحة قد تحدث عند أحمال مسبقة مختلفة في الشكل دون أي تغيير في الانقباض  أو الحمل اللاحق. مما يؤكد  أن منحنيات وظائف القلب تربط مقاييس الملء والقذف عند حمل لاحق وانقباض ثابت. 
```

إذا استبدل المرء RAP، المحدد النهائي لـ EDV (EDP)، تصبح وظيفة القلب واحدة كما أكد عليها Guyton وزملاؤه. ونظرًا لأن RAP مشترك بين VR وCO، فقد سمح هذا برسم مخططات لمنحنيات العودة الوريدية ومنحنيات وظيفة القلب على نفس مجموعة الإحداثيات. راجع نصوص أخرى لمزيد من المناقشة حول هذا المفهوم المفيد في تفسير وظيفة القلب (Guyton and Hall، 2006).